# Ramdrive
Een ramdrive is een virtuele harde schijf of diskette. Een gedeelte van het werkgeheugen (RAM) van de computer wordt door het besturingssysteem toegewezen aan een nagebootste schijf en krijgt ook een stationsletter. In de tijd van DOS werd dit vaak gebruikt om bestanden snel toegankelijk te maken, want RAM werkt sneller dan een harde schijf. Een ramdrive kan worden aangemaakt door de volgende regel in het configuratiebestand config.sys op te nemen:
```
DEVICE=C:\DOS\RAMDRIVE.SYS 4096
```

Het getal 4096 geeft het aantal kilobytes aan; in dit geval wordt dus een ramdrive van 4 MB toegewezen.
Omdat een ramdrive zich in een vluchtig geheugen bevindt, gaat de inhoud verloren zodra de elektriciteit wordt uitgeschakeld. Om de bestanden te bewaren moeten ze alsnog naar een fysieke schijf worden gekopieerd.